# Faouzi Mansouri
Pour les articles homonymes, voir Mansouri.
Faouzi Mansouri (en arabe : فوزي منصوري), né le 17 janvier 1956 à Menzel Bourguiba (Gouvernorat de Bizerte) en Tunisie et mort le 18 mai 2022 à Nîmes, est un footballeur international algérien.
Il joue au poste de défenseur dans la grande équipe d'Algérie des années 1980 qui participe à deux phases finales de coupe du monde en 1982 et 1986.
Il compte treize sélections en équipe nationale entre 1981 et 1986.
Il évoluera en France lors de ses douze années de carrière professionnelle, au Nîmes Olympique, son club formateur, à l'AS Béziers, au Montpellier HSC et au FC Mulhouse.

## Biographie
Faouzi Mansouri, joueur assez polyvalent, capable d'évoluer en défense mais aussi comme milieu de terrain récupérateur, ne réussira jamais à devenir un élément indispensable dans les équipes où il évoluera pendant les douze ans que durera sa carrière professionnelle. Car que ce soit à Nîmes, son club formateur, Béziers, Montpellier ou Mulhouse, il ne sera jamais un titulaire indiscutable et ne dépassera que rarement les 25 matchs de championnat. Mais même sans être l'un des plus grands joueurs algériens de sa génération, il participe à deux Coupes du Monde (1982 et 1986) avec la grande équipe d'Algérie de l'époque. Il est l'un des héros des Fennecs lorsque ces derniers remportent leur premier match de poule lors du Mondial en 1982 face à la R.F.Allemagne, futur finaliste de la compétition,,.
À la fin de sa carrière sportive à Montpellier, il entre dans le groupe Nicollin dont les dirigeants, Louis et son fils Laurent Nicolin, sont les propriétaires du Montpellier HSC.
Le 18 mai 2022, le club de Montpellier annonce le décès de Faouzi Mansouri d'une longue maladie.

## Clubs
- 1975-1980 :  Nîmes Olympique
- 1980-1981 :  AS Béziers
- 1981-1983 :  Montpellier HSC
- 1983-1985 :  FC Mulhouse
- 1985-1986 :  Montpellier HSC

## Statistiques
| Saison    | Club            | Championnat | Championnat | Championnat | Championnat | Coupe de France | Coupe de France | Coupe de France | Coupe d'Europe | Coupe d'Europe | Coupe d'Europe | Coupe d'Europe |        |      |             | TOTAL  | TOTAL | TOTAL       |
| Saison    | Club            | Division    | Matchs      | Buts        | Passes déc. | Matchs          | Buts            | Passes déc.     | Coupe          | Matchs         | Buts           | Passes déc.    | Matchs | Buts | Passes déc. | Matchs | Buts  | Passes déc. |
| --------- | --------------- | ----------- | ----------- | ----------- | ----------- | --------------- | --------------- | --------------- | -------------- | -------------- | -------------- | -------------- | ------ | ---- | ----------- | ------ | ----- | ----------- |
| 1974-1975 | Nîmes Olympique | Division 1  | 1           | 0           | 0           | 0               | 0               | 0               | -              | -              | -              | -              | 0      | 0    | 0           | 1      | 0     | 0           |
| 1975-1976 | Nîmes Olympique | Division 1  | 2           | 0           |             | 0               | 0               | -               |                |                | -              | -              | 0      | 0    | 0           | 2      | 0     | 0           |
| 1976-1977 | Nîmes Olympique | Division 1  | 25          | 1           | 0           | 5               | 1               | -               |                |                | -              | -              | 0      | 0    | 0           | 30     | 2     | 0           |
| 1977-1978 | Nîmes Olympique | Division 1  | 17          | 0           | 0           | 1               | 0               | -               |                | -              |                | -              | 0      | 0    | 0           | 18     | 0     | 0           |
| 1978-1979 | Nîmes Olympique | Division 1  | 12          | 1           | 0           | 1               | 0               | 0               | -              | -              | -              | -              | 0      | 0    | 0           | 13     | 1     | 0           |
| 1979-1980 | Nîmes Olympique | Division 1  | 1           | 0           | 0           | 0               | 0               | 0               | -              | -              | -              | -              | 0      | 0    | 0           | 1      | 0     | 0           |
| 1980-1981 | AS Béziers      | Division 2  | 24          | 4           | 0           | 1               | 1               | 0               | -              | -              | -              | -              | 0      | 0    | 0           | 25     | 5     | 0           |
| 1981-1982 | Montpellier PSC | Division 1  | 19          | 0           | 0           | 0               | 0               | 0               | -              | -              | -              | -              | 6      | 0    | 0           | 25     | 0     | 0           |
| 1982-1983 | Montpellier PSC | Division 2  | 24          | 1           | 0           | 0               | 0               | 0               | -              | -              | -              | -              | 0      | 0    | 0           | 24     | 1     | 0           |
| 1983-1984 | FC Mulhouse     | Division 2  | 21          | 0           | 0           | 4               | 0               | 0               |                | -              | -              | -              | 2      | 0    | 0           | 27     | 0     | 0           |
| 1984-1985 | FC Mulhouse     | Division 2  | 26          | 0           | 0           | 7               | 0               | 0               | -              | -              | -              | -              | 0      | 0    | 0           | 33     | 0     | 0           |
| 1985-1986 | Montpellier PSC | Division 2  | 16          | 0           | 0           | 0               | 0               | 0               | -              | -              | -              | -              | 5      | 0    | 0           | 21     | 0     | 0           |
|           |                 | TOTAL       | 188         | 7           | 0           | 19              | 2               | 0               | -              | 0              | 0              | 0              | 13     | 0    | 0           | 220    | 9     | 0           |

## Palmarès

### En club
- Vainqueur de la Coupe Gambardella en 1977 avec  Nîmes Olympique

## Source
- Marc Barreaud, Dictionnaire des footballeurs étrangers du championnat professionnel français (1932-1997), l'Harmattan, 1997.